# The Five O'Clock Girl
The Five O'Clock Girl è un film del 1928 diretto da Robert Z. Leonard.

## Produzione
Il film fu prodotto dalla Cosmopolitan Productions per la Metro-Goldwyn-Mayer (MGM).